# Kamettia chandeei
Kamettia chandeei är en oleanderväxtart som beskrevs av D.J.Middleton. Kamettia chandeei ingår i släktet Kamettia och familjen oleanderväxter. Inga underarter finns listade i Catalogue of Life.